# 布鲁娜·高桥
布鲁娜·高桥（Bruna Takahashi，2000年7月19日—），巴西女子乒乓球运动员。2016年到2024年，她三次代表巴西参加夏季奥运会。她的妹妹茱莉亚·高桥（Giulia Takahashi）也打乒乓球。
高桥有7枚泛美乒乓球锦标赛金牌（3枚混双和4枚团体），2024-25年连续2次泛美杯乒乓球赛金牌和2枚拉丁美洲乒乓球锦标赛金牌。